# Phyllachora permutata
Phyllachora permutata är en svampart som beskrevs av Petr. 1927. Phyllachora permutata ingår i släktet Phyllachora och familjen Phyllachoraceae.   Inga underarter finns listade i Catalogue of Life.